# Sibylla af Jerusalem
Sibylla (fransk: "Sibylle", ca. 1160 – 1190) (undertiden stavet "Sybilla") var grevinde af Jaffa og Ashkelon fra 1176 og regerende dronning af Jerusalem fra 1186 til 1190. Hun var den ældste datter af Kong Amalrik 1. af Jerusalem og Agnes af Courtenay, søster til Kong Balduin 4. og halvsøster til Dronning Isabella 1. af Jerusalem, mor til Kong Balduin 5. af Jerusalem. Hendes farmor Dronning Melisende havde tidligere i århundredet vist hvordan en regerende dronning kan have et vellykket styre.

## Dynastiet
Sibylla blev født i den frankiske adelsslægt Anjou (grundlagt af Ingelger). Sibylla blev opdraget af abbedissen Ioveta af Betania, søster til hendes farmor Melisende af Jerusalem, der havde grundlagt Skt. Lazarus Klostret i Betania for sin søster i 1128 og var død der i 1163. I klostret blev Sibylla undervist i bibelhistorie og andre kirketraditioner.
I 1174 sendte hendes far Frederik de la Roche, ærkebiskoppen af Tyrus, på en diplomatisk mission til Europa for ved ihærdige anstrengelser at samle støtte (militær og økonomisk) til korsfarerstaterne og arrangere et passende ægteskab for Sibylla. Da hendes eneste bror Balduin led af en sygdom, der senere blev bekræftet som spedalskhed, var Sibyllas ægteskab af største vigtighed. Frederik overbeviste Stefan 1., greve af Sancerre, en ung adelsmand med de rette forbindelser, til at drage østpå og gifte sig med prinsessen. Kort efter sin ankomst til Jerusalem ombestemte Stefan sig imidlertid (årsagen er ukendt), og han vendte tilbage til Frankrig.

## Balduin 4.'s regeringstid
Efter deres far Amalriks død blev Balduin 4. konge i 1174. Første fungerede Miles af Plancy, derefter Grev Raymond 3. af Tripoli som regent under hans formynderskab (dog var Miles aldrig regent af titel, kun i praksis). I 1176 arrangerede Balduin og Raymond at Sibylla skulle giftes med Vilhelm "Langsværd" af Montferrat, den ældste søn af Vilhelm 5. af Montferrat og hans hustru Judith eller Ita af Babenberg, og en fætter til Ludvig 7. af Frankrig og Frederik Barbarossa. Sibylla blev udnævnt til grevinde af Jaffa og Ashkelon (tidligere holdt af hendes mor Agnes), titlen som i stigende grad var blevet forbundet med tronarvingen. I efteråret blev de gift. Vilhelm døde i juni året efter og efterlod Sibylla gravid. I henhold til dynastiets tradition navngav Sibylla sin søn Balduin.
Sibylla, der nu var blevet enkeprinsesse, forblev efterspurgt af ambitiøse adelsfolk og eventyrere, der forsøgte at fremme sig selv og tage kontrol over Jerusalem. Filip 1. af Flandern, Sibyllas fætter (hans mor Sibylla af Anjou var hendes fars halvsøster), ankom Det hellige land i 1177 og krævede at få prinsessen gift med en af sine egne vasaller. Ved at gifte Sibylla med sin vasal kunne Philip kontrollere Kongedømmet Jerusalem. Jerusalems "Haute Court" under ledelse af folk som Balduin af Ibelin afviste Filips tilnærmelser. Fornærmet forlod Filip Jerusalem til fordel for et felttog i Antiochia.
Sibylla blev ikke gift igen før 1180. Folkefortællinger har favoriseret en beretning fra det 13. århundrede, Den gamle franske fortsættelse af Vilhelm Tyrus, delvist tilskrevet krønikeskriveren Ernoul, og forbundet med Ibelin-familien. Den hævder, at Sibylla var forelsket i Balduin af Ibelin, en enkemand over to gange hendes alder, men han blev taget til fange og fængslet i 1179 af Saladin. Hun skrev til Balduin og foreslog, at de skulle gifte sig, når han blev frigivet. Saladin krævede en stor løsesum. Balduin selv kunne ikke betale løsesummen, men blev løsladt med løftet om at betale Saladin senere. Da han blev fri, drog Balduin til det byzantinske hof, hvor han modtog en bevilling af Kejser Manuel 1., efter kejseren tidligere havde modtaget bekræftelse fra sin niece, enkedronning Maria Komnene, for sandsynligheden af matchet mellem Sibylla og Balduin. Alligevel rådede Agnes af Courtenay imidlertid sin søn om at få Sibylla gift med den nyankomne frankiske ridder Guy af Lusignan, bror til konstablen Aimery af Lusignan (af nogle som Ernoul påstået til at have været en af hendes elskere). På dette tidspunkt håbede Agnes at forpurre ethvert forsøg fra Raymond 3. af Tripoli (den tidligere regent) på at gifte hendes datter ind i den rivaliserende hoffraktion, ledet af Ibelinerne. Beretningen hævder, at Balduin af Ibelin stadig var i Konstantinopel og dermed ikke var i stand til at gifte sig med Sibylla. Med et voksende pres på at få den formodede arving gift, blev brylluppet hurtigt arrangeret, og Sibylla, portrætteret som vægelsindet i denne beretning, overførte sin kærlighed til Guy af Lusignan.
Denne version af begivenheder bliver modsagt af Vilhelm af Tyrus' og andres beretninger. Ifølge denne beretning var en plan om at gifte Sibylla med Hugo 3., hertug af Burgund brudt sammen. I påsken 1180 gjorde Raymond af Tripoli og Bohemund 3. af Antiokia med magt deres indtog i kongeriget med det formål at påtvinge Sibylla en mand efter deres valg, sandsynligvis Balduin af Ibelin. Imidlertid var et udenlandsk match essentielt for kongeriget, da det bragte muligheden for militærhjælp udefra. Balduin 4. arrangerede selv ægteskabet med Guy, hvis bror Aimery, velovervejet og dygtig, først var kommet til hoffet som Balduin af Ibelins svigersøn og nu var Jerusalems konstabel. Med den nye franske konge Filip 2. som mindreårig, var Guys status som vasal af kongen og Sibyllas fætter Henrik 2. af England, som skyldte paven en pilgrimsrejse som straf, nyttig med hensyn til at tilbyde en kilde til hjælp udefra. Balduin af Ibelin var i Jerusalem på tidspunktet for Sibyllas bryllup og rejste ikke til Konstantinopel før senere på året, i modstrid med påstandene i Den gamle franske fortsættelse. I 1180 begrænsede Balduin 4. yderligere Ibelinernes ambitioner ved at forlove sin otte år gamle halvsøster Isabella til Humfried 4. af Toron, og fjernede hende dermed fra hendes mors og Ibelinernes kontrol og placere hende i hænderne på sin forlovede familie: Renaud de Châtillon og hans hustru Stephanie af Milly.
Sibylla fødte Guy to døtre, Alix og Maria (deres fødselsår er ukendt). Oprindeligt tildelte Kong Balduin 4. Guy megen autoritet og udnævnte ham til sin regent, når han ikke var i stand til at regere. Men inden for et år var kongen blevet fornærmet og forarget over Guys opførsel som regent, såsom at han havde set gennem fingrene med Renaud de Châtillons chikane af karavanerne mellem Egypten og Syrien og truede stedfortræder-aftalen mellem Jerusalem og Egypten. Balduin 4. afsatte Guy som regent i 1183 og fik kronet Sibyllas søn medkonge som Balduin 5., hvorved han sprang hende og Guy over i arvefølgen. Han forsøgte også at få Sibyllas ægteskab annulleret gennem hele 1184. Hendes søn skulle arve tronen med Grev Raymond 3. af Tripoli som regent. Hvis Kong Balduin 5. skulle dø i løbet af hans formynderskab, skulle "de to andre mest retmæssige arvinger" overtage regentskabet, indtil hans moders frænder kongen af England og faderens frænde kongen af Frankrig, den tysk-romerske kejser og pave skulle fælde en afgørelse mellem Sibylla og Isabellas krav. Selvom hendes mand var faldet i unåde for hans opførsel som regent, ser det ikke ud til, at Sibylla selv blev holdt i unåde.
Mens disse interne politiske konflikter rasede, lå der en endnu større ekstern trussel i horisonten: Saladin, sultanen af Egypten og Syrien, som støt havde opbygget sin magtbase som forberedelse til invasion. I mellemtiden døde Agnes i Akko engang i 1184.

## Balduin 5. og arvefølgen
Balduin 4. døde i foråret 1185 og efterlod Sibyllas søn som konge alene, Raymond som regent og drengens grandonkel Grev Joscelin 3. af Edessa som værge. Balduin 5.'s farfar Markis Vilhelm 5. af Montferrat var også nu ankommet til kongeriget for at give sin støtte. Imidlertid døde den unge konge, der aldrig havde været et sundt barn, i Akko i sommeren 1186 efter at have regeret på egen hånd i lidt over et år. Hverken Sibyllas eller Isabellas parti ser ud til at være parat til at acceptere betingelserne i Balduin 4.'s testamente, om at indsætte en regent og vente på en beslutning fra Balduin 5.s frænder i England, Frankrig og Tyskland.
Joscelin og Markis Vilhelm fulgte kongens kiste til Jerusalem. Sibylla deltog i sin søns begravelse arrangeret af Joscelin. For en sikkerheds skyld blev en væbnet eskorte indsat for at sikre Jerusalem. Raymond 3., der ønskede at beskytte sin egen indflydelse og sine politiske allierede, enkedronning Maria Komnene og Ibelinerne, drog til Nablus, Maria og Balians hjem, hvor han tilkaldte de medlemmer af "Haute Cour", der støttede Isabella. I mellemtiden blev Sibylla kronet til dronning af den katolske patriark Heraclius. Renaud de Châtillon bidrog til folkets støtte til Sibylla ved at bekræfte, at hun var "li plus apareissanz et plus dreis heis dou roiaume" ("rigets mest åbenlyse og retmæssige arving"), men han og såvel som Tempelriddernes stormester Gérard de Ridefort støttede hende og hendes mand først og fremmest ud fra deres modstand mod Grev Raymond 3. af Tripoli, Gérard de Ridefort bar faktisk nag mod Grev Raymond. Sibyllas modstandere genoplivede påstanden om, at Sibylla var illegitim og havde til hensigt at holde en rivaliserende kroning for Isabella. I 1163 havde den katolske kirke i Jerusalem imidlertid fastslået, at Sibylla var en lovlig arving og efterfølger til hendes far. Uanset hvad var Sibyllas påstand stærk, mens "Haute Cour" forhandlede om at anerkende hende som dronning. Sibyllas position blev yderligere styrket, da Isabellas mand, Humfried 4. af Toron, Renaud af Châtillons stedsøn, som ikke ønskede at være konge, forlod Nablus for at sværge troskab til Sibylla og Guy.
Sibylla blev kronet alene som enedronning. Inden hendes kroning aftalte Sibylla med modstanderne i hoffet, at hun ville annullere sit eget ægteskab for at behage dem, så længe hun fik frie tøjler til at vælge sin næste mand. (Dette fulgte fortilfældet med hendes egne forældre.) Lederne af Haute Cour indvilligede, og Sibylla blev straks kronet. Til deres forbavselse meddelte Sibylla straks, at hun valgte Guy som sin mand, og hun kronede ham. Gérard de Ridefort havde ifølge nogle kilder bagefter øjeblikkeligt råbt, at dette ville gengælde "Botruns ægteskab", som mange kilder, inklusive disse beskriver, som årsagen til hans nag mod Grev Raymond 3. af Tripoli, som mange kilder længe har beskrevet som at have lovet at tilbyde sig til hvilken som helst "ledig kvindelig arving i ægteskab", kun for at have undladt at holde dette løfte, noget, der bidrog blandt mange ting til, at Gérard havde meldte sig til Tempelridderne i første omgang.
Om dronning Sibyllas ret til at herske skrev Bernard Hamilton at, "der er ingen reel tvivl efter Melisendes fortilfælde, at Sibylla, som den ældste datter af kong Amalrik, havde det bedste krav til tronen, ligeledes kunne der ikke være nogen tvivl efter ceremonien om, at Guy kun holdt tronen gennem sit ægteskab”.

## Sibyllas regeringstid
Sibylla havde vist stor list og politisk dygtighed over for medlemmerne af oppositionsfraktionen. Hun havde en vis støtte fra sine moders forbindelser, familien Courtenay (det tidligere dynasti i Grevskabet Edessa) og deres allierede og vasaller, mens hendes rivaler blev ledet af Raymond af Tripoli, der havde et krav på tronen i sin egen ret, Ibelin-familien og enkedronningen i Nablus på vegne af Isabella.
Dronning Sibyllas største bekymring var at kontrollere hærene under Saladins fremskridt, mens de trak ind i kongeriget. Guy og Raymond blev sendt til fronten med hele rigets kampstyrke, men deres manglende evne til at samarbejde blev fatal, og Saladin besejrede dem i Slaget ved Hattin den 4. juli 1187. Guy var blandt dem der blev taget til fange. Enkedronningen sluttede sig til sin stedatter i Jerusalem, da Saladins hær nåede frem. I september 1187 belejrede Saladin den hellige by, og Sibylla førte personligt forsvaret sammen med patriarken Heraclius og Balian af Ibelin, der havde overlevet Hattin. Jerusalem kapitulerede den 2. oktober, og Sibylla fik lov til at flygte til Tripoli med sine døtre.

## Død
Guy blev løsladt fra sit fængsel i Damaskus i 1188, da Saladin indså, at hans tilbagevenden ville forårsage strid i korsfarerlejren. Han vidste, at Guy var en mindre kapabel leder end visse andre, der nu havde magten. Dronningen sluttede sig til ham, da de marcherede mod Tyrus i 1189, den eneste by i kongeriget, der ikke var faldet til Saladins styrker. De drog dertil for at søge tilflugt hos Konrad af Montferrat, bror til Sibyllas første mand Vilhelm. Konrad havde taget ansvaret for byens forsvar. Han nægtede dem adgang, fordi han nægtede at anerkende Guys krav på tronen. Han mindede dem om, at Guy havde "mistet sin ret til at være konge i Slaget ved Hattin". Han hævdede, at sagen ville forblive uafklaret, indtil kongerne fra Europas ankomst. Dette havde været Balduin 4.s ønske. Efter en måned uden for Tripolis mure fulgte dronningen Guy til Akko for at slutte sig til det nyligt ankomne fortrop fra det Det tredje korstog med det formål at genindtage den muslimske kontrollerede by Akko. Deres håb var at gøre Akko til det nye sæde for Kongeriget Jerusalem. Guy belejrede byen i to år (se belejringen af Akko).
Under dødvandet, muligvis den 25. juli 1190, døde Sibylla under en epidemi, der hærgede i militærlejren. Hendes to unge døtre var også døde nogle dage tidligere. Akko blev derefter erobret i juli 1191, først og fremmest af tropper bragt af Filip 2. af Frankrig og Richard 1. af England.
Historikeren Bernard Hamilton skrev, at "hvis Sibylla havde levet i mere fredelige tider, ville hun have udøvet en hel del magt, da hendes mands autoritet tydeligt stammede fra hende", og at kun Saladins erobring bragte hendes styre til en hurtig afslutning. Nogle mener, at hvis Guy ikke havde lyttet til råd fra Renaud de Châtillon eller Gerard de Ridefort, så havde de ikke tabt i slaget ved Hattin. Sibyllas juridiske arving var hendes halvsøster Isabella, der blev tvunget til at afslutte sit ægteskab med Humfried af Toron og gifte sig med Konrad af Montfort, men Guy nægtede at give afkald på sin krone indtil et valg i 1192.

## I fiktion
Sibylla har optrådt i flere romaner, særligt "Król trędowaty" ("Den spedalske konge") af Zofia Kossak-Szczucka, "The Knights of Dark Renown" af Graham Shelby, "Balian d 'Ibelin Trilogien" af Helena P. Schrader, "Templar Silks" af Elizabeth Chadwick, "Jerusalem" af Cecelia Holland, "The Pawns of Sion" af Scott R. Rezer og "The Landyond The Sea" af Sharon Kay Penman.
En meget fiktiv version af Sibylla spilles af Eva Green i filmen Kingdom of Heaven fra 2005. I denne film er hun skildret som ulykkelig gift og har en affære med Balian af Ibelin. I filmen ønsker hun ikke, at Guy skal tage tronen, og deltager i et mislykket komplot, der sigter mod hans mord. I Ridley Scotts Director's Cut antydes det, at hun forgav sin søn Balduin 5., for at skåne ham for spedalskhedens lidelser. I stedet for atter at slutte sig til sin mand efter hans frigivelse, rejser hun til Frankrig med Balian.